# السفياني
السفياني هي شخصية مستقبلية وردت في الأحاديث الشيعية من علم آخر الزمان في الإسلام. ورد في بعض الأحاديث الضعيفة أنه ينحدر من نسل أبي سفيان. ويعتقد الشيعة أنه سيكون منافس ومعارض للمهدي. وأنه المقصود بـ «رجل من قريش» في حديث خسف البيداء.
يعتقد بعض النقاد أن شخصية السفياني مبتكرة كنوع من النقد السياسي للدولة الأموية باعتبار أن كل خلفائها من نسل الصحابي أبو سفيان بن حرب. والبعض الآخر يعتقد أن هذه الأحاديث التي حكم عليها أهل الحديث إما أنها ضعيفة أو موضوعة، إنما وُضِعَت لمناهضة ثورة زياد السفياني في الشام ضد العباسيين.
خروج السفياني هو إحدى علائم ظهور المهدي في العقيدة الشيعية التي سجلتها المصادر الروائية، وأنه من العلامات الحتمية، حسب الحديث المنسوب لجعفر الصادق أنه قال: قَبْلَ قِيامِ الْقَائِمِ خَمْسُ عَلَامَاتٍ مَحْتُومَاتٍ: اليماني والسفياني والصيحة وقتل النفس الزكية والخسف بالبيداء. والسفياني كالدجال رجل طاغية يعيث في الأرض فساداً قبل ظهور محمد بن الحسن المهدي. وأنه من الطواغيت المعارضين والمعادين لمحمد بن الحسن المهدي. وأن عاقبته وجيشه أن يخسف بهم في البيداء.

## في المعتقد الشيعي
يروى عن علي بن أبي طالب قوله: «يخرج ابن آكلة الأكباد من الوادي اليابس، وهو رجل ربعه وحش الوجه ضخم الهامة، بوجهه أثر جدري، إذا رأيته حسبته أعور، اسمه عُثْمَانُ وَأَبُوهُ عَنْبَسَة، وهو من ولد أبي سفيان». ويُروى عن محمد الباقر أنه قال: «السفياني أحمر، أشقر، أزرق. لم يعبد الله قط، ولم ير مكة ولا المدينة قط». وفي غيبة الطوسي عن بشر بن غالب مرسلاً قال:«يقبل السفياني من بلاد الروم متنصراً في عنقه صليب. وهو صاحب القوم»، أي مسيحياً بعد أن كان أصله مسلماً. وتعبير: «يقبل من بلاد الروم» يعني: أنه يأتي من هناك إلى بلاد الشام ثم يقوم بحركته. وجاء في رواية أخرى وصفه بالمتنصر، كما في رواية البحار الجزء 52 ص 217: «يُقبل السفياني من بلاد الروم متنصراً في عنقه صليب، وهو صاحب القوم».
يظهر من بعض الروايات أنه كان مسلماً منحرفاً وزائغاً عن الطريق القويم، وأنه يكّن الكراهة الشديدة لعلي بن أبي طالب. فقد روي عن جعفر الصادق أنّه قال: «إنا وآل أبي سفيان أهل بيتين تعادينا في الله. قلنا صدق الله، وقالوا كذب الله. قاتل أبو سفيان رسول الله، وقاتل معاوية بن أبي سفيان علياً بن أبي طالب، وقاتل يزيد بن معاوية الحسين بن علي، والسفياني يقاتل القائم. وروي عن محمد الباقر أنه قال: «كأني بالسفياني- أو بصاحب السفياني- قد طرح رحله في رحبتكم بالكوفة، فنادى مناديه: من جاء برأس (من) شيعة علي فله ألف درهم، فيثب الجار على جاره، ويقول هذا منهم، فيضرب عنقه، ويأخذ ألف درهم! أما إن إمارتكم يومئذ لاتكون إلا لأولاد البغايا».

### زمن خروج السفياني
حسب الاعتقاد الشيعي وقت حركته بأنه يكون في شهر رجب، فعن جعفر الصادق قال: «ومن المحتوم خروج السفياني في رجب». وهناك روايات أخرى حول سفياني آخر، وأن خروجه في يوم الجمعة من شهر رجب في منطقة الوادي اليابس من أرض الشام، مضيفة: أن خروج السفياني يقترن مع خروج اليماني والخراساني في عام واحد وشهر واحد ويوم واحد. وأن خروجه يكون بعد فتنة وحرب طاحنة تقع بين المشرق والمغرب. والظاهر من المشرق والمغرب ليس مشرق الأرض ومغربها، وإنما مشرق ومغرب المنطقة التي يظهر فيها السفياني، والشاهد على ذلك ما ورد في الروايات من أن أوّل ما يخرب من بلاد المغرب الشام. روي عن علي بن أبي طالب أن حدد موضع خروجه بالشام حيث قال: «يخرج ابن آكلة الاكباد- زوجة أبي سفيان- من الوادي اليابس حتى يستوي على منبر دمشق».

### فترة تمرده وعصيانه
تؤكد الروايات أن تمرده يستمر من بدء خروجه وحتى قتله على يد محمد بن الحسن المهدي. خمسة عشر شهراً، حيث يبدأ بالهجوم على الشام وقتل مخالفيه والسيطرة على خمسة ولايات هي دمشق وحمص وفلسطين والأردن وقنسرين، وفي بعض الروايات (فلزين). فينقاد له أهل الشام إلا طوائف من «المقيمين على الحق»، من الخروج معه. فقد روي عن جعفر الصادق أنه قال: «السفياني من المحتوم وخروجه في رجب، ومن أوّل خروجه إلى آخره خمسة عشر شهراً، ستة أشهر يقاتل فيها، فإذا ملك الكور الخمس ملك تسعة أشهر، ولم يزد عليها يوماً». ولم يتجاوز حدود الشامات والعراق والحجاز إلا صوب المدينة المنورة التي يعيث فيها الفساد مدة شهرين ينشغل خلالها بتصفية خصومه من غير الشيعة فيكون الشيعة في مأمن منه، فإذا فرغ من خصومه وجّه جيوشه ورجاله نحو الشيعة.

### راية السفياني الحمراء
بعد أن يتمكن السفياني من تأمين الجبهة الداخلية والسيطرة على المناطق التي يحتلها يقوم بتشكيل فرقتين من الجيش، فيجعل رايتهم حمراء، وقيل خضراء. يوجّه الأولى لاحتلال العراق والأخرى لاحتلال الحجاز. كما في البحار عن علي بن أبي طالب: «وخروجُ السُّفيانيِّ برايةٍ حَمْرَاءَ أَميرُها رجلٌ من بني كلب».

### موت السفياني
روي عن علي بن أبي طالب أنه قال: «إذا كان ذلك خرج السفياني، فيملك قدر حمل امرأة تسعة أشهر، يخرج بالشام، فينقاد له أهل الشام إلّا طوائف من المقيمين على الحق، يعصمهم الله عز وجل. من الخروج معه، ويأتي المدينة بجيش جرار، حتى إذا انتهى إلى بيداء المدينة، خسف الله به، وذلك قول الله في كتابه {وَلَوْ تَرَى إِذْ فَزِعُوا فَلا فَوْتَ وَأُخِذُوا مِنْ مَكَانٍ قَرِيبٍ }».

## في التاريخ

### ثورة زياد السفياني
في أعقاب الثورة العباسية، ثُضى على غالب الأمراء الأمويين في جميع أنحاء الشام وإعدامهم، لكن نجا العديد من الأمويين واستمروا في الإقامة في الشام. وفي عام 132 هـ قاد الأمير الأموي أبو محمد السفياني، ثورة ضد العباسيين بدعم من اليمانية وقيس. وكان التنافس دائًما بين اليمانية وقيس، قد انخرطوا في تنافس دام عقودًا على النفوذ، لكن كلاهما فقد مكانته في زمن العباسيين. فشلت ثورة أبي محمد وهرب إلى الحجاز حيث قُتل. واعتقد بعض الناس أنه السفياني الذي جاء في بعض الروايات.
اقترح هنري لامنس أن أبا محمد السفياني هو أصل هذه الأسطورة في التراث الشيعي، وأن البعض اعتقدوا أنه بعد إعدامه اختبأ - كشخصية محمد بن الحسن العسكري - وسيظهر مرة أخرى. بينما دافع ولفرد ماديلنغ عن الرأي القائل بأن السفياني في التراث الشيعي غير مرتبطة بشخصية أبي محمد السفياني. العديد من الثوار اللاحقين ضد العباسيين ادعوا عباءة السفياني مثل تميم اللخمي اليماني الذي أطلق على نفسه "السفياني المنتظر".

### ثورة أبي العميطر السفياني
كان أبو العميطر السفياني يبلغ من العمر ثمانين أو تسعين عامًا. اقترب منه شخصيات مؤيدة للأمويين، مثل ابن وجه الفلس. كان أبو العميطر من ولد يزيد بن معاوية، وكان بنو أمية يروون فيه الروايات، ويذكرون أن فيه علامات السفياني، وأن أموره لا تتم له إلا بكلب، وأنهم أنصاره، فمالوا إليهم وتوددوهم، وأقنعوا أبو العميطر بأنه السفياني.
واجتمعوا على أبي العميطر فبايعوه، وبعثوا إلى زواقيلهم، فلم يشعر سليمان بن أبي جعفر وهو في قصر الحجاج خارج دمشق حتى أحاطت به الرجّالة، فحصروه، فبعث إلى ابن بيهس، وهو محبوس معه في القصر. فقال له: ما ترى ما يصنع أهل بلدك؟ قال: هذا الذي أراد القوم بتحميلهم إياك عليّ، والآن الذي أرى أن تخرج معي إلى حوران، فأخرج بك في البرية إلى الكوفة ثم خرج سليمان بن أبي جعفر هارباً من دمشق، متوجهاً إلى العراق، وخرج معه ابن بيهس حتى أجازه ثنيّة العقاب، ولحقه الغوغاء والرّعاع فنهبوا مواخر عسكره، وانصرف ابن بيهس إلى حوران.
شرع أبو العميطر في الاستيلاء على قصر الخضراء، واستخدمه كمقر له. جمعت البيعة له كخليفة من قبل أنصاره من أهل دمشق. عين قاضيًا، ساعد أبو العميطر شعبيته بين قبائل كلب واليمانية على كسب ولاء المدن المناطق التي تهيمن عليها هذه المجموعات القبلية مثل حمص، كما تعرف عليه اليمانيون في قنسرين مثل التنوخيون. وسيطر على صيدا، حيث ذهب ابن وجه الفلس، وطرد العمال العباسيين من هناك.
شرعت القبائل اليمانية التي شكلت قلب قوات أبو العميطر، في اضطهاد نظرائهم القيسيين في دمشق، الذين كان دعمهم لأبي العميطر أقل حماسة. شن أبو العميتير والقريشون واليمانيون هجومًا ضد القيسيين داخل دمشق، وأحرقوا منازلهم. 
وكان ابن بيهس يعد الدعم بتعبئة رجال عشيرته من كلاب ونمير. ولما سمع أبو العميطر باقترابهم، أرسل يزيد بن هشام لمهاجمتهم في حوران. وهزمهم، لكن جيش يزيد تلقى ضربة عندما تعرضوا للهجوم من قبل القرويين المحليين أو البدو عند عودتهم إلى دمشق. ورفع هذا معنويات ابن بيهس الذي حشد لتجديد حملتهم. ومن مخيماتهم في الغوطة حاصروا دمشق. دعا أبو العميطر أنصاره إلى إخلاء المدينة، وتحت قيادة ابنه القاسم وابن وجه الفلس، اشتبكت قواته مع قوات ابن بيهس. تكبد الطرفان خسائر فادحة في معركة طويلة انتهت بموت القاسم وانسحاب ابن بيهس إلى حوران. حزن أبي المعيطر لوفاة ابنه فأمر المعتمر بن موسى بمطاردة ابن بيهس، إلا أن تعزيزات القيسيين أنقذت ابن بيهس وفي القتال الذي أعقب ذلك، قُتل المعتمر، وشكلت هذه الهزيمة نقطة تحول.
كان ابن بيهس مريضًا جدًا بحيث لم يتمكن من متابعة الحملة، لكنه ترك القيادة بيد أمويًا آخر وهو مسلمة بن يعقوب، قاد مسلمة هجوماً على قصر الخضراء، واعتقل أبو العميطر. ثم استدعى الأمويين في المدينة وأجبرهم على مبايعته كخليفة. اشتبه ابن بيهس بطموحات مسلمة بن يعقوب، وحذر مسلمة أيضًا من ابن بيهس عند سماعه شفائه. هاجم أتباع مسلمة ابن بيهس عند وصوله أمام أبواب المدينة، ولكن انشقت معظم قوات مسلمة وانضم إلى ابن بيهس، كونه زعيمهم الأصلي. دخل ابن بيهس دمشق في سبتمبر 813م، واتحد مسلمة مع أبي العميطر، وهربا عبر بوابة باب الجابية إلى معقل كلب في المزة.
وبدعم من الكلب في قرى الغوطة في المزة، صمد أبو العميطر ومسلمة ضد ابن بيهس، الذي اعترف به العباسيون حاكم دمشق. مات مسلمة موتاً طبيعياً وأم أبو العميطر صلاة الجنازة عليه. بعد فترة وجيزة ، توفي أبو العميطر ودفن في مكان سري من قبل أنصاره، الذين كانوا يخشون أن يدنس العباسيون قبره.